# Перистиль

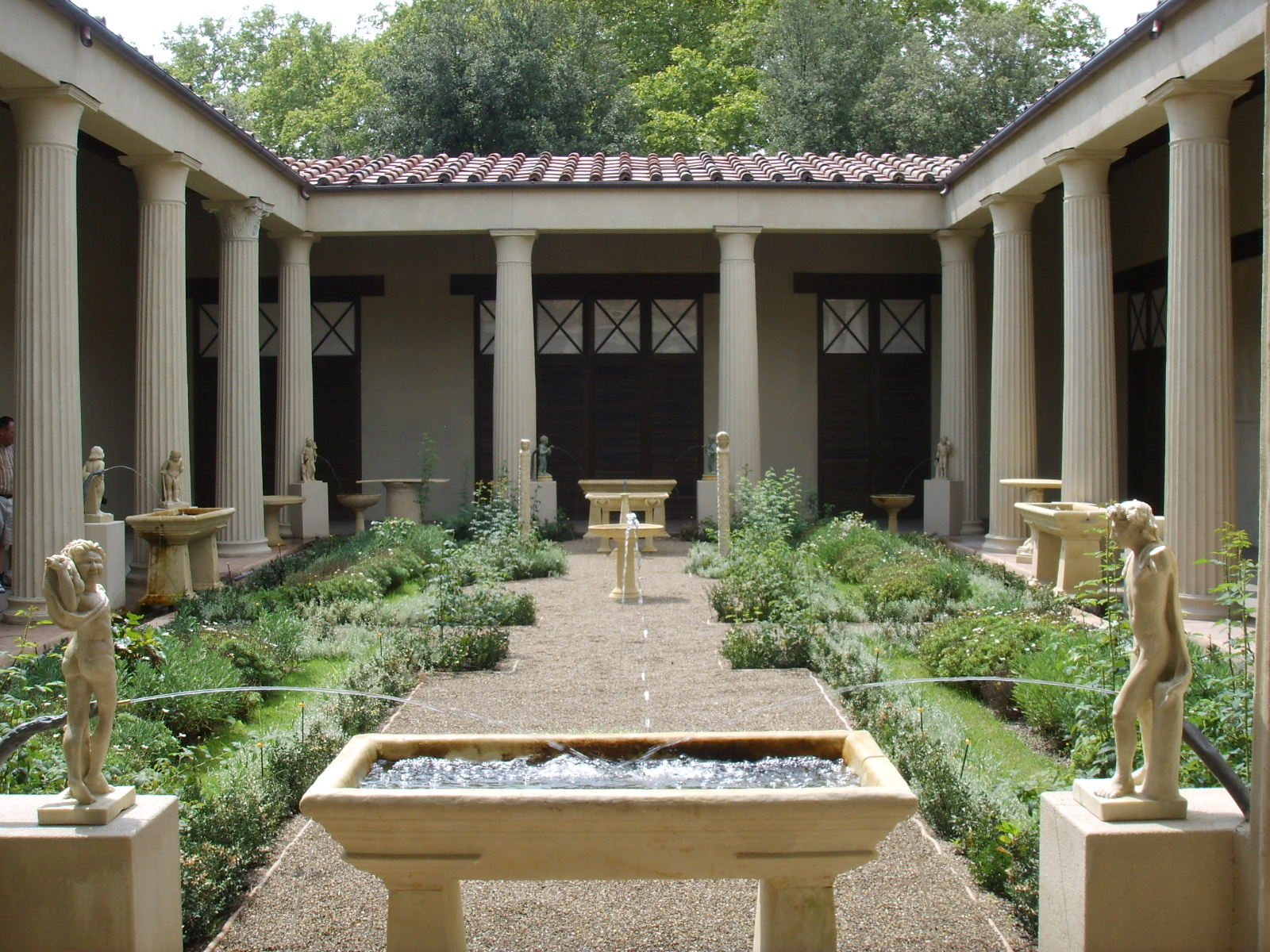
Реконструкция сада дома Веттиев в древнеримском городе Помпеи

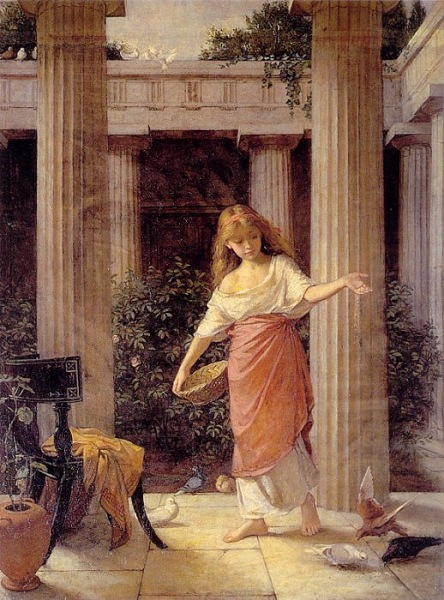
Дж. У. Уотерхауз. В перистиле античного дома. 2010. Галерея Тачстоунс Рочдейл, Англия

Перисти́ль (лат. peristylium, от др.-греч. περίστυλος) — окружённое колоннами пространство (др.-греч. περί — вокруг; др.-греч. στῦλος — столб, опора). В античной архитектуре — прямоугольные в плане двор, сад или площадь, окружённые со всех четырёх сторон крытой колоннадой или отдельными портиками. Такой перистиль происходит от древнего атриума — внутреннего помещения жилого дома крито-микенской эпохи. Собственно колоннада, окружающая такой двор, именуется перистасисом (др.-греч. περίσταςις — «стояние вокруг»). Если такая колоннада окружает храм, то такой тип постройки называется периптером («окрылённым»). Наружную колоннаду древние греки именовали «птерон» (др.-греч. πτερον — крыло). Другое название крытого или частично перекрытого двора — аула.
С IV в. до н. э., в эпоху эллинизма, «перистильный двор» — непременная часть древнеримского городского дома или загородной виллы, а также составная часть (или части) общественных площадей, в Греции — агоры, в Риме — форумов. Перистили были закрыты от уличного шума и пыли, а также от любопытных глаз. Сюда допускали только специально приглашённых гостей. Центральное место в римском перистильном дворе занимал бассейн (имплювий), куда стекала дождевая вода из расположенного над ним проёма в крыше (комплювия). В Помпеях чаще всего середину перистиля занимал сад с фруктовыми деревьями, фонтан и статуи. Небольшой водоём под открытым небом называли писциной (лат. piscina, от лат. piscis — рыба). Там действительно разводили рыб.
По внутренним стенам перистиля располагались росписи на семейные, мифологические или эротические сюжеты. Из перистиля вели двери в другие помещения дома. В специальной нише (таблинуме) хранились документы хозяина и семейный архив на бронзовых или деревянных досках (табулах), а также шкафы, полки или ниши для хранения восковых масок или бюстов предков, а также изображений добрых духов-покровителей дома — ларов и пенатов.
В инсулах (многоэтажных домах) Рима роль перистиля выполнял небольшой световой дворик. В эллинизированных городах Малой Азии и Ближнего Востока был распространён особый тип так называемого родосского перистиля (от названия одноимённых острова и города в Эгейском море). Он представлял собой большую площадь, окружённую колоннадой, с храмом или жертвенником в центре. Такую площадь использовали как для религиозных церемоний, так и для городских собраний и торговли. В тени колоннад можно было отдыхать от палящего солнца.
В средневековой западноевропейской и византийской архитектуре форму перистиля иногда придавали дворам в монастырях и перед храмовыми комплексами, но они имели другие названия: атриум или клуатр.